# Liogma
Liogma is een muggengeslacht uit de familie van de buismuggen (Cylindrotomidae).

## Soorten
- L. brevipecten Alexander, 1932
- L. brunneistigma Alexander, 1949
- L. mikado (Alexander, 1919)
- L. nodicornis (Osten Sacken, 1865)
- L. pectinicornis Alexander, 1928
- L. serraticornis Alexander, 1919
- L. simplicicornis Alexander, 1940